# Serena Capponcelli
Serena Capponcelli (San Giovanni in Persiceto, 24 gennaio 1989) è un'altista ed ex bobbista italiana, che ha rappresentato l'Italia agli Europei indoor di Belgrado 2017 nel salto in alto.

## Biografia

### Le società di appartenenza e il bob
Nasce in Emilia-Romagna nel comune di San Giovanni in Persiceto (poi divenuto parte integrante della città metropolitana di Bologna) da padre italiano e madre di nazionalità ceca, inizia con l'atletica nel 2003 (all'età di 14 anni nella categoria Cadette) gareggiando per l'Atletica New Star, società emiliana della sua città natale, con cui resta fino al 2011.
Dal 2011 al 2014 (sino alla mancata convocazione per le Olimpiadi invernali di Soči 2014 in Russia) ha praticato anche il bob a due (tesserata per la società piemontese del Bob Team Alessandria A.S.D.) col ruolo di pilota (in coppia con tre diverse compagne Lisa Pizzi, Chiara Ponzellini e Martina Schiavon) collezionando oltre dieci presenze con la Nazionale seniores (come migliori risultati ha ottenuto due volte il quarto posto, entrambe le volte in Germania, nella Coppa Europa ad Altenberg nel 2013 e nei Mondiali juniores di Winterberg nel 2014, sua ultima gara con la Nazionale di bob) seguita dal direttore tecnico federale della FISI, Antonio Tartaglia (attuale tecnico massaggiatore della Nazionale Squadra A maschile di slittino).
Dal 2012 al 2015 ha indossato i colori della toscana CUS Pisa Atletica Cascina.
Dopo non aver gareggiato nel 2015 (durante il quale anno è diventata prima madre di Alec e poi moglie del marito, di nazionalità belga, Arno), nel 2016 disputa gare soltanto in Belgio.
A partire dal 2016 vive in Belgio a Lede dove viene allenata da Stefan Vanderstichelen, gareggiando con la società locale della Vlierzele Sportief, allenandosi a Gent al coperto  anche con l'attuale primatista belga dell'alto Bram Ghuys.

### 2004-2008: i primi titoli italiani giovanili, le Gymnasiadi, gli Europei juniores e l'esordio con la Nazionale assoluta
Nel settembre del 2004, ai campionati italiani cadette, vince il suo primo titolo italiano giovanile nel salto in alto.
Il 2005 vede la sua convocazione nella rappresentativa nazionale scolastica allieve, con la quale disputa la Coppa "Jean Humbert", uno dei massimi appuntamenti giovanili dell'atletica continentale, con rappresentative provenienti da tutto il Mondo (25-30 giugno, in Portogallo a Vila Real de Santo António): gareggia nel salto in alto (seconda con 1,70 m) e nel getto del peso (settima con 12,14 m).
Invece in Italia si laurea campionessa nazionale allieve nel salto in alto e vince il bronzo nel triplo (agli under 18 indoor era stata sesta nell'alto).
Il 2006 si rivela essere ricco di successi per lei: il 2 luglio in Grecia vince la medaglia d'oro nell'alto alle Gymnasiadi di Salonicco; in Italia, ai campionati italiani under 18 fa poker di titoli (tetrathlon e salto in alto indoor, esathlon e salto in alto all'aperto) oltre il quarto posto nel getto del peso ai nazionali indoor di categoria.
Con il nuovo personale nel salto in alto all'aperto di 1,84 m, ha chiuso la stagione outdoor al sesto posto nelle liste italiane.
Durante il biennio da juniores 2007-2008 vince cinque titoli italiani under 20: pentathlon indoor e salto in alto ('07), pentathlon e alto indoor, eptathlon ('08); inoltre vince l'argento nell'alto under 20 indoor del 2007 ed ottiene anche quattro piazzamenti in finale, in altre gare dei campionati italiani giovanili ed assoluti nel biennio '07-'08.
Nel 2007 si aggiudica la gara di salto in alto della Coppa del Mediterraneo ovest juniores tenutasi in Italia a Firenze; inoltre disputa la finale dell'alto nei Paesi Bassi agli Europei juniores di Hengelo dove chiude la gara all'ottavo posto.
Migliorando il personale del salto in alto sia al coperto (1,81 m) che outdoor (1,86 m), ha chiuso nelle liste italiane stagionali rispettivamente al sesto posto indoor ed al quarto posto all'aperto.
Il 2 febbraio del 2008 in un Incontro internazionale indoor fra Italia e Finlandia tenutosi ad Ancona, esordisce ancora da juniores con la maglia della Nazionale seniores: nell'occasione gareggia nel salto in alto finendo al secondo posto.
Durante lo stesso anno, grazie ai nuovi personali nel salto in alto sia indoor (1,84 m) che outdoor (1,87 m), chiude nelle liste stagionali italiane rispettivamente al quinto posto al coperto ed al secondo posto all'aperto, dietro la leader Antonietta Di Martino (1,97 m), inoltre subisce anche un grave infortunio alla caviglia.

### 2009-2017: gli altri titoli italiani giovanili, le medaglie agli assoluti indoor e gli Euroindoor di Belgrado
Durante il triennio 2009-2010-2011 nella categoria promesse, vince quattordici medaglie ai campionati italiani under 23 (di cui due d'oro, nel salto in alto indoor '09 e nel getto del peso '11); nello stesso triennio ottiene anche nove piazzamenti, ai nazionali tra giovanili ed assoluti.
Nel 2012, al suo primo anno da seniores, vince la medaglia di bronzo nel getto del peso agli assoluti indoor di Ancona, mentre agli assoluti di Bressanone giunge quarta nell'alto e sesta nel peso.
Nelle liste italiane stagionali chiude all'ottavo posto outdoor nel salto in alto, con un primato personale stagionale all'aperto di 1,80 m.
Durante il 2013 ottiene quattro piazzamenti in altrettante finali degli assoluti: alto (9ª) e peso indoor (4ª), giavellotto (6ª) e peso (4ª) agli assoluti di Milano.
Nelle liste stagionali italiane, con un personale stagionale nel salto in alto di 1,80 m all'aperto, chiude all'ottavo posto outdoor alla pari con Enrica Cipolloni e Teresa Maria Rossi.
Ai campionati italiani assoluti del 2014, sfiora il podio per tre volte con altrettanti quarti posti: peso e alto indoor, alto agli assoluti di Rovereto (assente nella finale del lancio del giavellotto).
Grazie ad un personale stagionale indoor nel salto in alto di 1,82 m, termina al sesto posto nelle liste italiane stagionali al coperto, mentre finisce in nona posizione in quelle outdoor con un personale stagionale all'aperto di 1,82 m.
Dopo essere rimasta ferma nel 2015 prima per la gravidanza e poi la maternità, nel 2016 si trasferisce a vivere in Belgio gareggiando soltanto lì per tutta la stagione agonistica.
Finendo con un personale stagionale all'aperto nel salto in alto di 1,82 m, ha chiuso al sesto posto nelle liste italiane stagionali outdoor (ex aequo con Elena Vallortigara e Debora Sesia).
Nel 2017, dopo aver migliorato il 29 gennaio a Gent il personale nell'alto indoor (portandolo da 1,84 m del 2008 a 1,89 m, facendo così anche meglio del personale all'aperto di 1,87 m sempre del 2008), il 18 febbraio vince la medaglia di bronzo nel salto in alto ai campionati italiani assoluti indoor di Ancona (dopo essersi anche classificata sei volte quarta agli assoluti indoor ed outdoor, nel triennio 2012-'13-'14, tra getto del peso e salto in alto);
poi il 3 marzo, a distanza di oltre nove anni dalla sua gara d'esordio (unica presenza per lei sino a quel momento) con la maglia della Nazionale maggiore, partecipa in Serbia agli Europei indoor di Belgrado, dove però non riesce ad andare oltre la fase di qualificazione alla finale dell'alto (quasi dieci anni dopo l'ultima rassegna internazionale giovanile a cui aveva partecipato, in occasione degli Europei juniores di Hengelo nel luglio del 2007).
Ha chiuso la stagione al coperto nelle liste italiane indoor come seconda nel salto in alto sia come atleta che come misura, dietro soltanto all'1,90 metri saltati da Erika Furlani; considerando le ultime cinque stagioni indoor (2013-2017), con il nuovo personale di 1,89 metri (anche  nuovo primato societario della Vlierzele Sportief), risulta essere la quarta migliore altista italiana al coperto dopo Alessia Trost (2,00 m nel 2013), Desirée Rossit (1,91 m nel 2015) ed Erika Furlani (1,90 m nel 2017).

### 2018: Il personal best e lo stop per gravidanza
Nel 2018 apre la stagione subito con il suo record: 1,90 m fatto in occasione dei campionati provinciali a Gent (06-01-2018).
Alla fine della stagione indoor lo stop dall'attività per gravidanza, arriva il fratellino di Alec, atteso per novembre.

## Curiosità

### Atletica leggera
- In carriera è stata titolata ai campionati italiani in tutte le categorie giovanili (nell'ordine cadette, allieve, juniores e promesse), vincendo complessivamente 13 ori in 6 specialità diverse (in ordine di vittoria salto in alto, tetrathlon indoor, esathlon, pentathlon indoor, eptathlon, getto del peso).
- Dal 2004 al 2012 è sempre andata a medaglia nei vari campionati italiani e nel periodo del settore giovanile, compreso tra il 2004 ed il 2011, ogni anno ha vinto almeno un titolo italiano di categoria, tranne che nel 2010.
- Dalla stagione indoor del 2006 a quella del 2017, considerando anche le stagioni all'aperto da lei disputate, ne ha chiuso 11 nella top ten delle liste/graduatorie italiane del salto in alto[19].
- Con un personal best di 1,87 m da juniores, al pari di Erika Furlani, è la sesta miglior italiana under 20 di sempre[20].
- Nelle liste italiane allieve all time, è la seconda miglior multiplista nell'esathlon (100 m hs cm 76 e peso kg 4), con un primato personale di categoria pari a 4.744 punti[21].
- È l'ottava miglior altista italiana allieve di sempre, al pari di Stefania Lovison, entrambe con un personal best di categoria di 1,84 m[22].
- Nelle liste italiane allieve indoor all time è la settima miglior multiplista nel tetrathlon (tabella 2008), con un primato personale di categoria pari a 2.726 punti[23].

### Bob
- Tra il 2011 ed il 2014 ha preso parte a tre diverse rassegne internazionali: Coppa del Mondo, Coppa Europa e Mondiali juniores.
- Considerate tutte le gare da lei disputate con la relativa Nazionale italiana, ha fatto coppia con altre tre bobbiste: Lisa Pizzi (12 volte), Chiara Ponzellini (4 volte) e Martina Schiavon (8 volte).
- Sia alla fine della stagione 2013/2014 che di quella 2012/2013, il suo nominativo è stato l'unico presente, di una bobbista italiana, nelle liste internazionali: dell'IBSF Ranking[24] e delle graduatorie sia di Coppa del Mondo[25] che di Coppa Europa[26] ('13-'14) e nelle liste internazionali dell'IBSF Ranking[27] ed anche della graduatoria di Coppa Europa[28] ('12-'13); mentre invece al termine della stagione 2011/2012 lei è stata la migliore bobbista italiana, sia nelle liste internazionali IBSF Ranking (34ª)[29] che nella graduatoria di Coppa Europa (20ª)[30].
- Il 15 gennaio del 2014, ci sono state tre unicità nella gara in Svizzera sul tracciato di Saint Moritz (il più lungo presente all'interno del circuito mondiale IBSF, 1962 metri[31] ed anche quello con la maggiore lunghezza di competizione con 1722 metri[32]) nella Coppa Europa 2013/2014: ultima tappa stagionale della rassegna continentale, ultima sua gara in una competizione di coppa ed unica gara non conclusa in carriera, in quanto lei e la sua compagna di bob hanno scelto di non partire nella seconda manche[33].

## Record nazionali

### Atletica leggera

#### Allieve
- Esathlon (100 m hs cm 76, salto in alto, getto del peso kg 4, salto in lungo, lancio del giavellotto, 400 m - vecchia tabella):
4.682 punti ( Saronno, 7 maggio 2006)[34]

## Progressione

### Atletica leggera

#### Salto in alto
| Stagione | Misura | Luogo      | Data      | Rank. Mond. |
| -------- | ------ | ---------- | --------- | ----------- |
| 2018     | -      | -          | -         | -           |
| 2017     | 1,86 m | Lier       | 06-8-2017 | -           |
| 2016     | 1,82 m | Ninove     | 23-7-2016 | -           |
| 2014     | 1,82 m | Milano     | 27-9-2014 | -           |
| 2013     | 1,80 m | Milano     | 14-9-2013 | -           |
| 2012     | 1,80 m | Firenze    | 30-6-2012 | -           |
| 2011     | 1,78 m | Formia     | 30-7-2011 | -           |
| 2010     | 1,72 m | Pescara    | 18-6-2010 | -           |
| 2009     | 1,78 m | Milano     | 2-8-2009  | -           |
| 2008     | 1,87 m | Bologna    | 1-5-2008  | -           |
| 2007     | 1,86 m | San Marino | 15-9-2007 | -           |
| 2006     | 1,84 m | Tunisi     | 6-8-2006  | -           |
| 2005     | 1,74 m | Rieti      | 24-9-2005 | -           |

#### Salto in alto indoor
| Stagione | Misura | Luogo  | Data      | Rank. Mond. |
| -------- | ------ | ------ | --------- | ----------- |
| 2018     | 1,90 m | Gent   | 06-1-2018 | -           |
| 2017     | 1,89   | Gent   | 29-1-2017 |             |
| 2014     | 1,82 m | Ancona | 22-2-2014 | -           |
| 2013     | 1,69 m | Ancona | 16-2-2013 | -           |
| 2011     | 1,72 m | Ancona | 30-1-2011 | -           |
| 2010     | 1,75 m | Ancona | 13-2-2010 | -           |
| 2009     | 1,76 m | Ancona | 14-2-2009 | -           |
| 2008     | 1,84 m | Haale  | 1-3-2008  | -           |
| 2007     | 1,81 m | Ancona | 28-1-2007 | -           |
| 2006     | 1,71 m | Ancona | 11-2-2006 | -           |
| 2005     | 1,69 m | Modena | 23-1-2005 | -           |

#### Getto del peso
| Stagione | Misura  | Luogo         | Data      | Rank. Mond. |
| -------- | ------- | ------------- | --------- | ----------- |
| 2014     | 13,09 m | Pontedera     | 10-5-2014 | -           |
| 2013     | 14,50 m | Rovellasca    | 4-7-2013  | -           |
| 2012     | 14,61 m | Sasso Marconi | 12-6-2012 | -           |
| 2011     | 15,21 m | Modena        | 17-9-2011 | -           |
| 2010     | 13,37 m | Bressanone    | 17-7-2010 | -           |
| 2009     | 12,62 m | Faenza        | 16-9-2009 | -           |
| 2008     | 12,80 m | Latina        | 31-5-2008 | -           |
| 2007     | 12,35 m | Modena        | 21-4-2007 | -           |

#### Getto del peso indoor
| Stagione | Misura  | Luogo   | Data      | Rank. Mond. |
| -------- | ------- | ------- | --------- | ----------- |
| 2014     | 14,10 m | Firenze | 17-2-2014 | -           |
| 2013     | 15,05 m | Ancona  | 16-2-2013 | -           |
| 2012     | 15,10 m | Ancona  | 25-2-2012 | -           |
| 2011     | 13,26 m | Ancona  | 12-2-2011 | -           |
| 2010     | 14,25 m | Ancona  | 13-2-2010 | -           |
| 2008     | 12,46 m | Ancona  | 26-1-2008 | -           |
| 2007     | 12,48 m | Ancona  | 28-1-2007 | -           |

#### Lancio del giavellotto
| Stagione | Misura  | Luogo     | Data      | Rank. Mond. |
| -------- | ------- | --------- | --------- | ----------- |
| 2014     | 47,59 m | Pontedera | 11-5-2014 | -           |
| 2013     | 48,44 m | Firenze   | 14-7-2013 | -           |
| 2012     | 45,60 m | Modena    | 23-9-2012 | -           |
| 2011     | 49,30 m | Torino    | 26-6-2011 | -           |
| 2010     | 45,51 m | Grosseto  | 1-7-2010  | -           |
| 2009     | 42,41 m | Faenza    | 16-9-2009 | -           |
| 2008     | 44,24 m | Latina    | 1-6-2008  | -           |
| 2007     | 38,73 m | Rieti     | 3-6-2007  | -           |

#### Eptathlon
| Stagione | Punteggio | Luogo               | Data      | Rank. Mond. |
| -------- | --------- | ------------------- | --------- | ----------- |
| 2011     | 5.020 p.  | Macerata            | 28-5-2011 | -           |
| 2010     | 4.911 p.  | Cercola             | 30-5-2010 | -           |
| 2009     | 4.834 p.  | Modena              | 10-5-2009 | -           |
| 2008     | 5.302 p.  | Latina              | 1-6-2008  | -           |
| 2007     | 4.839 p.  | Desenzano del Garda | 6-5-2007  | -           |
| 2005     | 3.996 p.  | Modena              | 22-6-2005 | -           |

#### Pentathlon indoor
| Stagione | Punteggio | Luogo  | Data      | Rank. Mond. |
| -------- | --------- | ------ | --------- | ----------- |
| 2011     | 3.523 p.  | Ancona | 30-1-2011 | -           |
| 2010     | 3.460 p.  | Ancona | 31-1-2010 | -           |
| 2008     | 3.722 p.  | Ancona | 27-1-2008 | -           |
| 2007     | 3.636 p.  | Ancona | 28-1-2007 | -           |

## Palmarès

### Atletica leggera
| Anno | Manifestazione   | Sede      | Evento        | Risultato | Misura | Note   |
| ---- | ---------------- | --------- | ------------- | --------- | ------ | ------ |
| 2006 | Gymnasiadi       | Salonicco | Salto in alto | Oro       | 1,84 m | [ 35 ] |
| 2007 | Europei juniores | Hengelo   | Salto in alto | 8ª        | 1,80 m | [ 36 ] |
| 2017 | Europei indoor   | Belgrado  | Salto in alto | 18ª (q)   | 1,86 m | [ 37 ] |

### Bob
| Anno | Manifestazione    | Sede       | Evento    | Risultato | Tempo   | Note   |
| ---- | ----------------- | ---------- | --------- | --------- | ------- | ------ |
| 2012 | Mondiali juniores | Igls       | Bob a due | 7ª        | 1'49"70 | [ 38 ] |
| 2012 | Mondiali juniores | Igls       | Bob a due | 7ª        | 1'49"78 | [ 39 ] |
| 2014 | Mondiali juniores | Winterberg | Bob a due | 4ª        | 1'58"82 | [ 40 ] |

## Campionati nazionali

### Atletica leggera
- 1 volta campionessa promesse nel getto del peso (2011)
- 1 volta campionessa promesse indoor nel salto in alto (2009)
- 1 volta campionessa juniores nell'eptathlon (2008)
- 1 volta campionessa juniores indoor nel salto in alto (2008)
- 1 volta campionessa juniores nel salto in alto (2007)
- 2 volte campionessa juniores indoor nel pentathlon (2007, 2008)
- 1 volta campionessa allieve nell'esathlon (2006)
- 1 volta campionessa allieve indoor nel salto in alto (2006)
- 1 volta campionessa allieve indoor nel tetrathlon (2006)
- 2 volte campionessa allieve nel salto in alto (2005, 2006)
- 1 volta campionessa cadette nel salto in alto (2004)

2004
- Oro ai Campionati italiani cadetti e cadette, (Abano Terme), Salto in alto - 1,66 m[41]

2005
- 6ª ai Campionati italiani allievi-juniores-promesse indoor, (Genova), Salto in alto - 1,68 m[42]
- Oro ai Campionati italiani allievi e allieve, (Rieti), Salto in alto - 1,74 m [42]
- Bronzo ai Campionati italiani allievi e allieve, (Rieti), Salto triplo - 12,08 m[43]

2006
- Oro ai Campionati italiani di prove multiple indoor, (Napoli), Tetrathlon - 2.947 p. (allieve)[44]
- Oro ai Campionati italiani allievi-juniores-promesse indoor, (Ancona), Salto in alto - 1,71 m [45]
- 4ª ai Campionati italiani allievi-juniores-promesse indoor, (Ancona), Getto del peso - 10,72 m[46]
- Oro ai Campionati italiani di prove multiple, (Firenze), Esathlon - 4.744 p. (allieve)[47]
- Oro ai Campionati italiani allievi e allieve, (Fano), Salto in alto - 1,74 m[48]

2007
- 7ª ai Campionati italiani di prove multiple indoor, (Ancona), Pentathlon - 3.636 p. (assoluti) [49]
- Oro ai Campionati italiani di prove multiple indoor, (Ancona), Pentathlon - 3.636 p. (juniores)[49]
- Argento ai Campionati italiani allievi-juniores-promesse indoor, (Genova), Salto in alto - 1,71 m[50]
- 7ª ai Campionati italiani assoluti indoor, (Ancona), Salto in alto - 1,75 m[51]
- Oro ai Campionati italiani juniores e promesse, (Bressanone), Salto in alto - 1,84 m[52]
- 4ª ai Campionati italiani assoluti, (Padova), Salto in alto - 1,85 m[53]

2008
- 6ª ai Campionati italiani di prove multiple indoor, (Ancona), Pentathlon - 3.722 p. (assolute) [54]
- Oro ai Campionati italiani di prove multiple indoor, (Ancona), Pentathlon - 3.722 p. (juniores)[54]
- Oro ai Campionati italiani allievi-juniores-promesse indoor, (Ancona), Salto in alto - 1,78 m[55]
- Oro ai Campionati italiani juniores e promesse di prove multiple, (Latina), Eptathlon - 5.302 p. [56]

2009
- Oro ai Campionati italiani allievi-juniores-promesse indoor, (Ancona), Salto in alto - 1,76 m [57]
- Argento ai Campionati italiani juniores e promesse, (Rieti), Salto in alto - 1,74 m[58]
- 5ª ai Campionati italiani assoluti, (Milano), Salto in alto - 1,78 m [59]

2010
- 8ª ai Campionati italiani di prove multiple indoor, (Ancona), Pentathlon - 3.460 p. (assolute) [60]
- Bronzo ai Campionati italiani di prove multiple indoor, (Ancona), Pentathlon - 3.460 p. (promesse)[61]
- Argento ai Campionati italiani allievi-juniores-promesse indoor, (Ancona), Salto in alto - 1,75 m [62]
- Argento ai Campionati italiani allievi-juniores-promesse indoor, (Ancona), Getto del peso - 14,25 m [63]
- 5ª ai Campionati italiani assoluti indoor, (Ancona), Getto del peso - 13,06 m[64]
- 7ª ai Campionati italiani assoluti indoor, (Ancona), Salto in alto - 1,74 m[65]
- Bronzo ai Campionati italiani juniores e promesse di prove multiple, (Cercola), Eptathlon - 4.911 p. [66]
- Argento ai Campionati italiani juniores e promesse, (Pescara), Salto in alto - 1,72 m [67]
- Bronzo ai Campionati italiani juniores e promesse, (Pescara), Getto del peso - 12,80 m[68]
- 14ª ai Campionati italiani assoluti, (Grosseto), Salto in alto - 1,72 m[69]
- 11ª ai Campionati italiani assoluti, (Grosseto), Lancio del giavellotto - 45,51 m [70]

2011
- 8ª ai Campionati italiani di prove multiple indoor, (Ancona), Eptathlon - 3.523 p. (assolute) [71]
- Bronzo ai Campionati italiani di prove multiple indoor, (Ancona), Eptathlon - 3.523 p. (promesse)[72]
- Bronzo ai Campionati italiani allievi-juniores-promesse indoor, (Ancona), Salto in alto - 1,71 m[73]
- Argento ai Campionati italiani allievi-juniores-promesse indoor, (Ancona), Getto del peso - 13,26 m [74]
- Argento ai Campionati italiani juniores e promesse di prove multiple, (Macerata), Eptathlon - 5.020 p. [75]
- Oro ai Campionati italiani juniores e promesse, (Bressanone), Getto del peso - 14,67 m[76]
- Argento ai Campionati italiani juniores e promesse, (Bressanone), Lancio del giavellotto - 46,46 m[77]
- 4ª ai Campionati italiani assoluti, (Torino), Getto del peso - 14,37 m[78]
- 5ª ai Campionati italiani assoluti, (Torino), Lancio del giavellotto - 49,30 m [79]

2012
- Bronzo ai Campionati italiani assoluti e promesse indoor, (Ancona), Getto del peso - 15,10 m [80]
- 4ª ai Campionati italiani assoluti, (Bressanone), Salto in alto - 1,80 m[81]
- 6ª ai Campionati italiani assoluti, (Bressanone), Getto del peso - 13,73 m[82]

2013
- 9ª ai Campionati italiani assoluti e promesse indoor, (Ancona), Salto in alto - 1,69 m [83]
- 4ª ai Campionati italiani assoluti e promesse indoor, (Ancona), Getto del peso - 15,05 m [84]
- 4ª ai Campionati italiani assoluti, (Milano), Getto del peso - 14,29 m[85]
- 6ª ai Campionati italiani assoluti, (Milano), Lancio del giavellotto - 47,89 m[86]

2014
- 4ª ai Campionati italiani assoluti indoor, (Ancona), Getto del peso - 13,99 m[87]
- 4ª ai Campionati italiani assoluti indoor, (Ancona), Salto in alto - 1,82 m [88]
- 4ª ai Campionati italiani assoluti, (Rovereto), Salto in alto - 1,82 m[89]
- In finale ai Campionati italiani assoluti, (Rovereto), Lancio del giavellotto - ASS[90]

2017
- Bronzo ai campionati italiani assoluti, salto in alto - 1,84 m
- Bronzo ai Campionati italiani assoluti indoor, (Ancona), Salto in alto - 1,81 m[91]

## Altre competizioni internazionali

### Atletica leggera
2005
- Argento nella Coppa "Jean Humbert", ( Vila Real de Santo António), Salto in alto - 1,70 m[92]
- 7ª nella Coppa "Jean Humbert", ( Vila Real de Santo António), Getto del peso - 12,14 m[93]

2006
- 5ª nell'Incontro internazionale juniores indoor Francia-Germania-Italia, ( Ancona), Salto in alto - 1,68 m[94]
- Oro nell'Incontro internazionale juniores, ( Tunisi), Salto in alto - 1,84 m [94]

2007
- Oro nella Coppa del Mediterraneo ovest juniores, ( Firenze), Salto in alto - 1,77 m[36]

2008
- Argento nell'Incontro internazionale indoor Italia-Finlandia, ( Ancona), Salto in alto - 1,82 m[95]
- Oro nell'Incontro internazionale juniores indoor Germania-Francia-Italia, ( Halle), Salto in alto - 1,84 m [96]

### Bob
2011/2012
- 23ª nella prima tappa della Coppa Europa, ( Igls), Bob a due - 56"21[97]
- 25ª nella prima tappa della Coppa Europa, ( Igls), Bob a due - 56"44[98]
- 19ª nella seconda tappa della Coppa Europa, ( Königssee), Bob a due - 1'47"82[99]
- 19ª nella seconda tappa della Coppa Europa, ( Königssee), Bob a due - 1'48"35[100]
- 12ª nella quinta tappa della Coppa Europa, ( Sankt Moritz), Bob a due - 2'23"26[101]
- 20ª nella Coppa Europa, Classifica finale stagionale - 108 punti[30]
- 34ª nel Rankings IBSF, Classifica finale stagionale - 592 punti[29]

2012/2013
- 10ª nella prima tappa della Coppa Europa, ( Igls), Bob a due - 1'51"05[102]
- 8ª nella prima tappa della Coppa Europa, ( Igls), Bob a due - 1'50"66[103]
- 12ª nella prima tappa della Coppa Europa, ( Igls), Bob a due - 1'50"92[104]
- 12ª nella seconda tappa della Coppa Europa, ( Winterberg), Bob a due - 1'58"48[105]
- 12ª nella seconda tappa della Coppa Europa, ( Winterberg), Bob a due - 59"65[106]
- 12ª nella seconda tappa della Coppa Europa, ( Winterberg), Bob a due - 2'00"54[107]
- 8ª nella quinta tappa della Coppa Europa, ( Königssee), Bob a due - 1'47"78[108]
- 8ª nella Coppa Europa, Classifica finale stagionale - 549 punti[28]
- 31ª nel Ranking IBSF, Classifica finale stagionale - 633 punti[27]

2013/2014
- 4ª nella prima tappa della Coppa Europa, ( Altenberg), Bob a due - 58"73[109]
- 6ª nella seconda tappa della Coppa Europa, ( Königssee), Bob a due - 1'47"05[110]
- 5ª nella seconda tappa della Coppa Europa, ( Königssee), Bob a due - 1'45"71[111]
- 5ª nella terza tappa della Coppa Europa, ( Winterberg), Bob a due - 1'59"51[112]
- 7ª nella terza tappa della Coppa Europa, ( Winterberg), Bob a due - 2'00"10[113]
- 21ª nella quarta tappa della Coppa del mondo, ( Winterberg), Bob a due - 59"09[114]
- 9ª nella quarta tappa della Coppa Europa, ( Igls), Bob a due - 1'49"75[115]
- 11ª nella quarta tappa della Coppa Europa, ( Igls), Bob a due - 1'52"44[116]
- Nella 2ª manche della quinta tappa della Coppa Europa, ( Sankt Moritz), Bob a due - dns[117](EN)
- 7ª nella Coppa Europa, Classifica finale stagionale - 596 punti[26]
- 24ª nella Coppa del Mondo, Classifica finale stagionale - 62 punti[25]
- 24ª nel Rankings IBSF, Classifica finale stagionale - 692 punti[24]